# Boma Nationalpark
Boma Nationalpark er et beskyttet område i det østlige Sydsudan nær grænsen til Etiopien. Den blev etableret i 1977 og dækker et areal på 22.800 km2 med græsarealer og flodsletter.
Den sydlige del af parken har omfattende græsarealer og akaciebuske; Skovområder, primært  med Combretum- og Ficusarter, ligger i den østlige del, og den vestlige del er åbent græsland. Der kan findes vådområder, og selvom de fleste er sæsonbestemte, er der nogle permanente vandhuller, hvor den største er Juom-sumpen i nord.
I august 2022 underskrev African Parks en 10-årig  kontrakt med Sydsudans regering om at genoprette Boma- og Bandingilo Nationalparker og realisere deres potentiale som førende destinationer for dyreliv.

## Dyreliv
Verdens næststørste årlige dyrevandring finder sted, når flere arter af antiloper, herunder bohor-rørbuk, tiang og hvidøret kob, bevæger sig mellem Boma Nationalpark og Bandingilo Nationalpark. I 2021 blev det anslået, at vandringen,  fra januar til juni, omfattede 1 million kob og 200.000 tiang. Dyrene flytter fra Bandingilo til Boma og Gambella Nationalpark i Etiopien. Derefter vendes mønsteret fra november til januar.
Parken er et vigtigt tilflugtssted for hvidøret kob, tiang og mongalla gazelle. Andre store pattedyr er bøfler, elefanter, afrikansk leopard, nubisk giraf, oryx, Lelwel koantilope, nordøstafrikansk gepard, elsdyrantilope, manløs zebra, vandbuk, Grants gazelle, lille kudu, bongo, kæmpe elsdyrantilope, og nil-letje. Det er også et vigtigt fugleområde (IBA); fuglefaunaen omfatter rüppells grib og hvidbuget slangeørn. Den nærliggende Gambella Nationalpark i Etiopien beskytter lignende arter.
Siden 2005 har det beskyttede område, sammen med Gambella Nationalpark, været betragtet som en løvebevaringsområde.

## Bevarelse
Dyrelivet i parken har leveret bushkød, som er en væsentlig fødevarekilde for mange mennesker i Sydsudan, men også en kilde til ulovlig handel,  der har forårsaget skade på biodiversiteten. Parken har den største koncentration af dyreliv i landet, især pattedyr.
African Geographic rapporterede i 2021, at  lange konflikter i regionen har gjort det umuligt for naturforkæmpere at overvåge virkningerne på dyrepopulationer og levesteder. Der er også minimal infrastruktur og begrænset adgang til området. Da  African Parks forvaltning begyndte, foretog de undersøgelser fra luften for at estimere bestanden. Derudover blev 126 individer fra 12 forskellige arter udstyret med GPS-halsbånd.